# Шицс, Мартиньш
Ма́ртиньш Шицс (латыш. Mārtiņš Šics; р. 28 августа 1950, Кримулда) — латвийский врач, анестезиолог-реаниматолог. Заместитель директор службы неотложной медицинской помощи по вопросам медицины катастроф Латвии. Кавалер ордена Трёх Звёзд.
В 1988 году директор Центра медицины катастроф, позже заместитель директор службы неотложной медицинской помощи по вопросам медицины катастроф Латвии. Депутат Рижской думы от партии «Гражданский союз» (2009 год), вышел из партии в 2011 году. В марте 2014 года вступил в партию «Альянс регионов», которая является одним из учредителей «Объединения регионов Латвии». В 2014 году был кандидатом в депутаты Европарламента и Сейма от Латвийского регионального объединения; во втором случае был избран (по Рижскому избирательному округу).
Окончил Рижский медицинский институт (1977 г.), Международную Высшею школу экономики и управления (RISEBA) в 2007 году.
Награждён орденом Трёх Звезд 4 степени (2003 год), орденом Виестура 3 степени.